# Флаг Латвии
Флаг Ла́твии (латыш. Latvijas karogs) — официальный государственный символ Латвии. Представляет собой прямоугольное полотнище из трёх горизонтальных полос — двух карминовых, разделённых белой полосой в пропорциях 2:1:2. Отношение ширины флага к его длине — 1:2.

## История
Von Wenden was zû Rîge komen

zûr lantwer, als ich hân vernomen,

ein brûder und wol hundert man:

den wart daß mêre kunt getân.

die quâmen hovelîchen dar

mit einer banier rôtgevar,

daß was mit wîße durch gesniten

hûte nâch wendischen siten.

Wenden ist ein burc genant,

von den die banier wart bekant,

und ist in Letten lant gelegen,

dâ die vrowen rîtens pflegen 

nâch den siten, als die man.

vor wâr ich ûch daß sagen kan,

die banier der Letten ist.

### Происхождение
В немецкой Рифмованной хронике под 1279 годом упоминается знамя отряда ландвера (ополчения) замка Венден (ныне Цесис) — красное с белым. Согласно хронике, сто латгальских ополченцев позвали в Ригу как пополнение для отражения нападения другого балтского народа — земгалов.
В оригинале немецкой Рифмованной хроники указано, что флаг этот — красный, разрезанный белым («mit wize durch gesniten») — «по вендскому обычаю» («hiute nach wendichen siten»).

### Легенды
Согласно легенде, основой флага стало белое полотнище, в котором вынесли с поля боя смертельно раненого вождя латышского племени. Воины подняли пропитанное кровью с двух концов полотнище как знамя, и оно привело их к победе. Похожая легенда существует и насчёт флага Австрии.

### Новое время

Латышские стрелки после митинга 1 мая 1917 года. На знамени надпись: «Mы идём отомстить за стоны предков и завершить неоконченную борьбу!»

В Дерптском (ныне Тартуском) университете, на литературных вечерах в 1870-х годах, младолатыши решили «обзавестись» своей символикой. Участник «вечеров» историк Янис Гринбергс (встречается — студент Екабс Лаутенбахс-Юсминьш) обнаружил в Рифмованной хронике, описывающей события 1279 года, что у одного из латгальских племён было красное знамя, разделённое белой полосой. Поскольку описания других знамён древних племён не были обнаружены, то участники «вечеров» приняли красно-белое-красное сочетание в качестве своего символа. Тем не менее, факт столь раннего использования красно-бело-красного сочетания цветов, основывается на воспоминаниях опубликованных спустя более 50 лет.

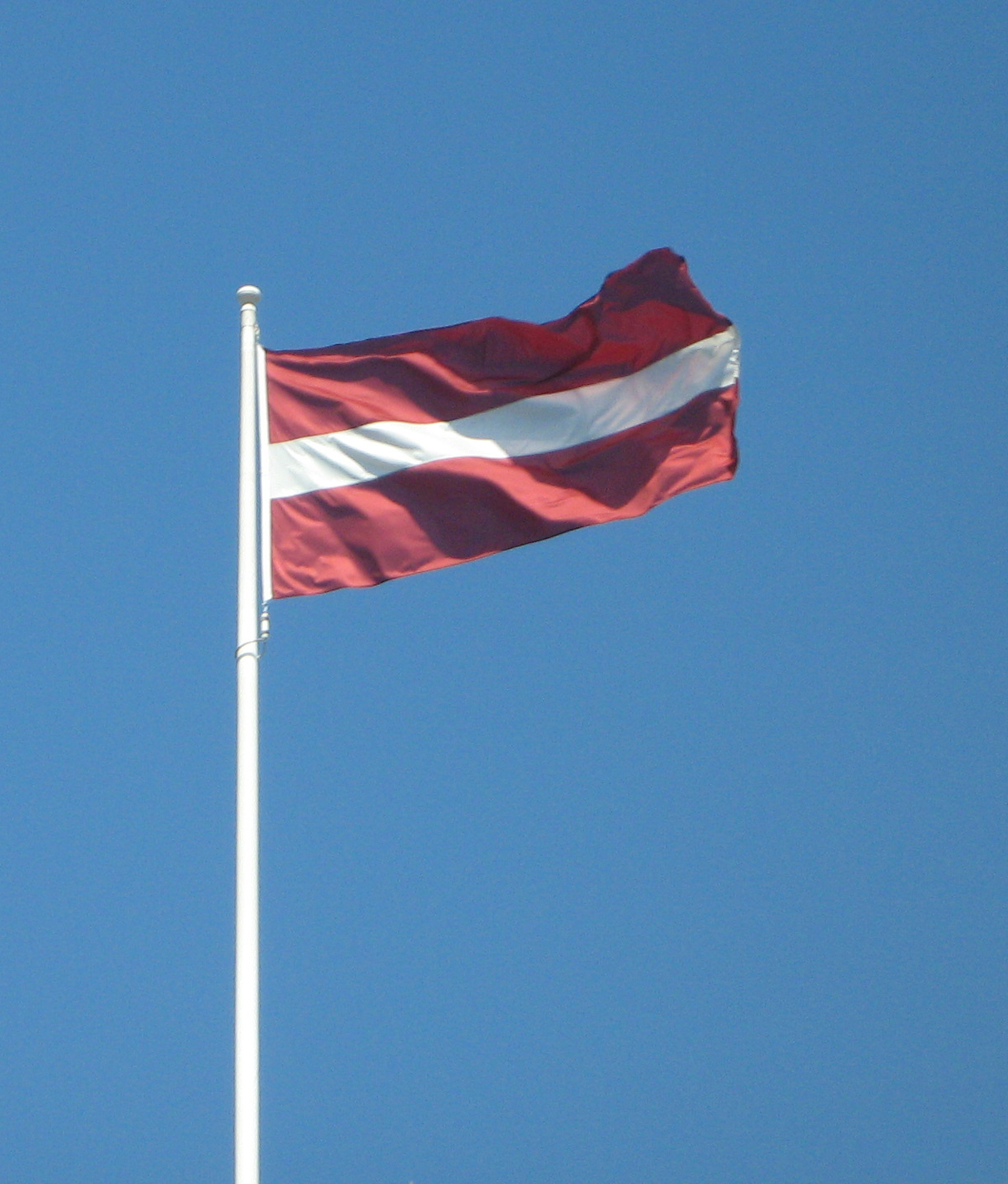
Флаг Латвии

Красно-белые цвета использовались на I Всеобщем латышском празднике песни в 1873 году.
Старейший доныне сохранившийся красно-бело-красный флаг изготовил во второй половине 1916 года живший в неоккупированном германскими войсками Вольмаре педагог и журналист Янис Лапиньш. Использование флага участилось после Февральской революции, когда он появлялся на митингах, где в то время доминировали красные флаги. Знамёна данного сочетания цветов развевались в Резекне 26—27 апреля (по старому стилю) во время I Латгальского съезда.
В 1917 году художники создали несколько эскизов национального флага с вариантами соотношения цветов 1:1:1 и 2:1:2, из которых лучшими были признаны работы историка искусства Ольгерта Гросвальда (1:1:1) и художников Ансиса Цирулиса и Волдемара Тоне (2:1:2). Ни один из вариантов не использовал тёмно-красный цвет, за который ранее выступали Линардс Лайценс и Оскарс Войтс.
Красно-бело-красный флаг стал государственным символом Латвийской Республики со дня её основания 18 ноября 1918 года. 15 июня 1921 года Учредительное собрание приняло Закон о флаге Латвийской Республики, в котором указывались современные соотношения ширины полос флага, но не были указаны точные оттенки их цвета. Окончательно его внешний вид утвердили 20 января 1923 года.
После присоединения Латвии к СССР в 1940 году исторический флаг был заменён на флаг Латвийской ССР (до 1953 года — в более простом варианте). Изготовление и публичная демонстрация красно-бело-красного флага в советское время считалось антигосударственным преступлением и каралось уголовно.

## Современность

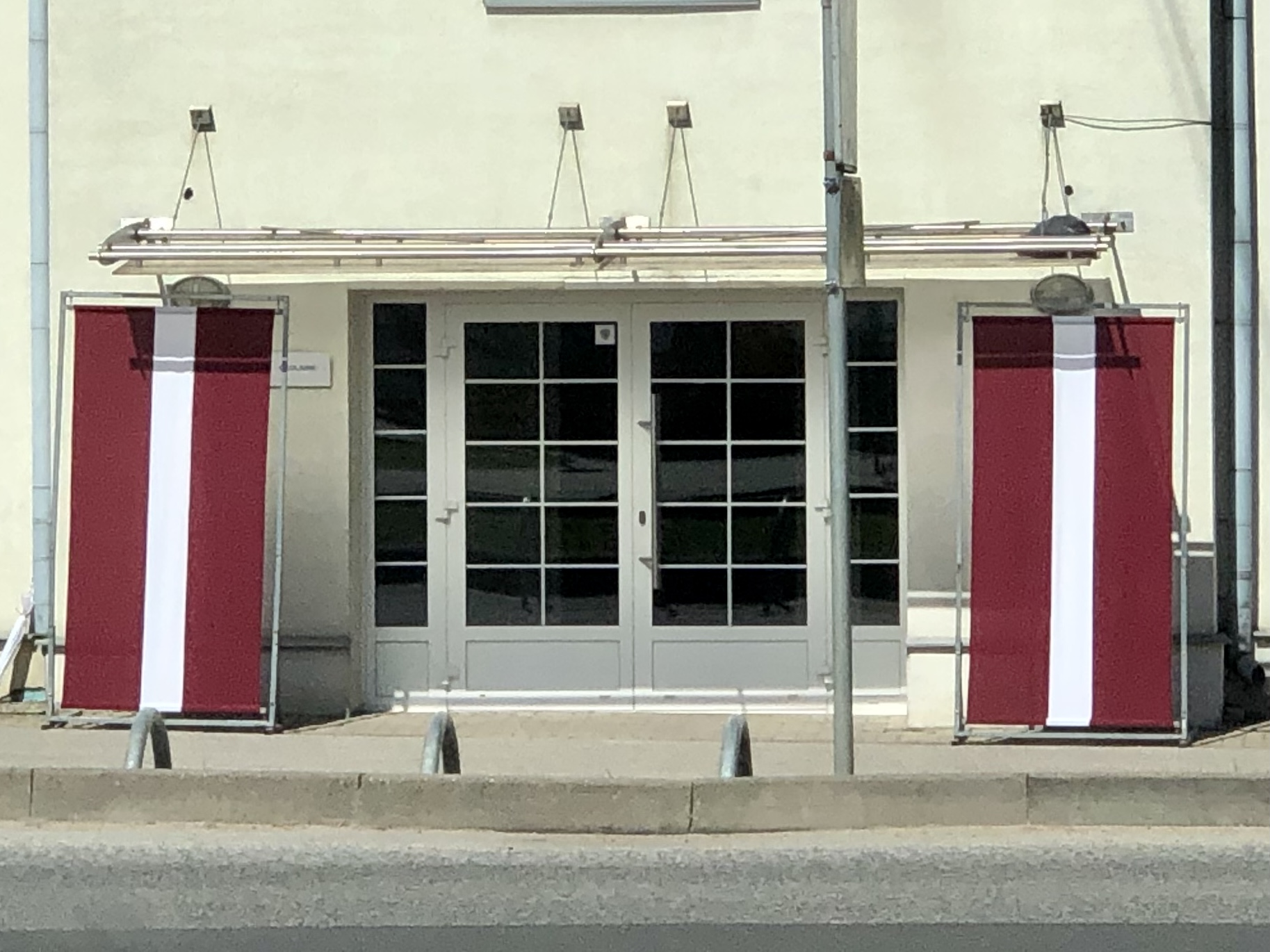
Флаги Латвии у входа в здание в дни государственных праздников

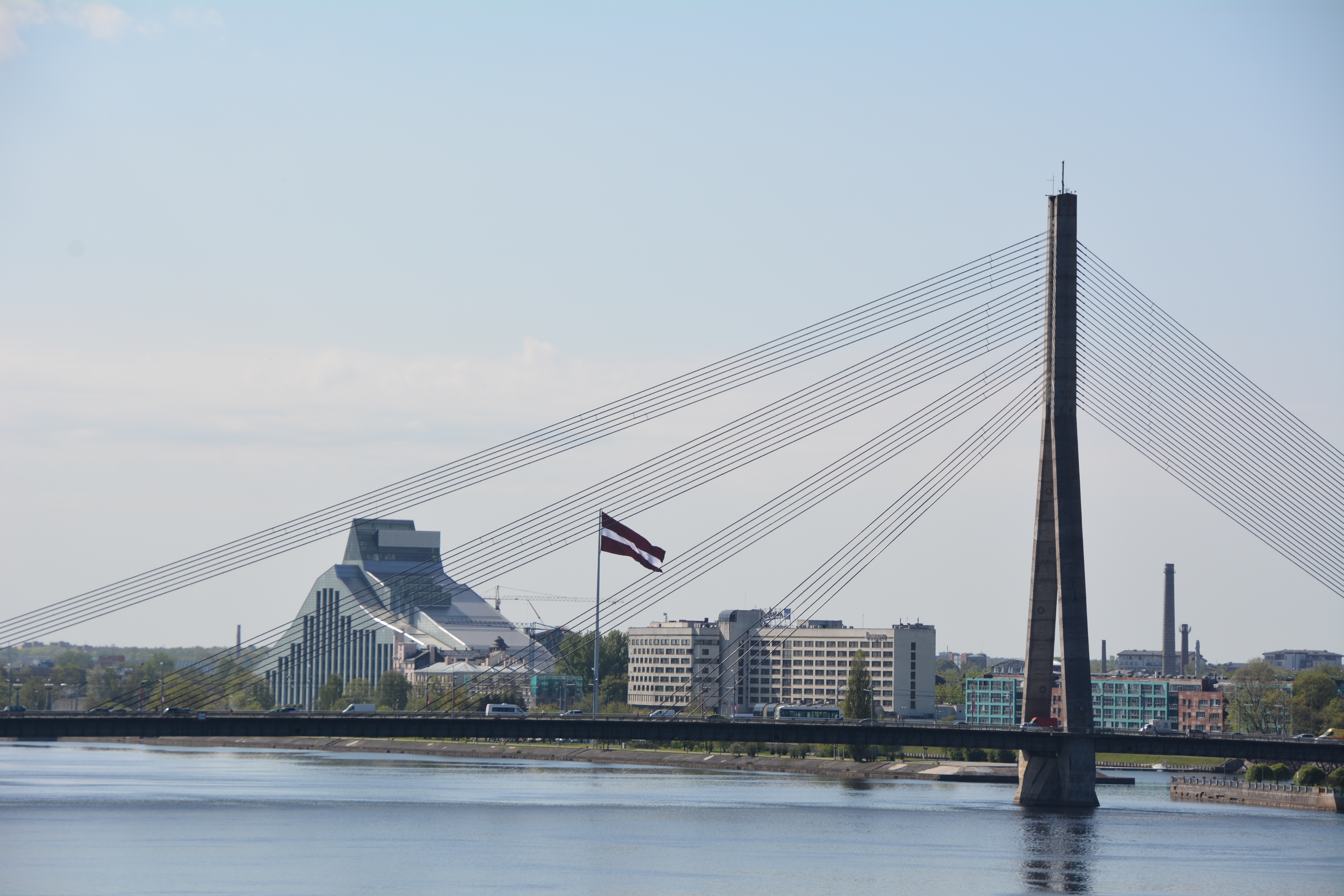
Флаг Латвии — неотъемлемая часть панорамы левого берега Даугавы

29 сентября 1988 года был принят указ Президиума Верховного Совета Латвийской ССР «О культурно-исторической символике латышского народа», который признал красно-бело-красное сочетание цветов латышской национальной символикой и разрешил его использование, в том числе и в виде флага. 15 февраля 1990 года Верховный Совет Латвийской ССР принял закон «О флаге Латвийской Советской Социалистической Республики», которым сменил прежний флаг республики на красно-бело-красный. Исторический флаг Латвии сохранил статус государственного и после восстановления независимости Латвийской Республики.
Самое большое полотнище государственного флага Латвии (10×20 м) поднято на 60-метровом флагштоке, установленном на дамбе AB в 2017 году.

## Похожие флаги

Флаг Австрии
Флаг Верушувского повета (Польша)
Флаг провинции (с 1947 года — земли) Бранденбург (ГДР; 1945—1952)